# Amasra

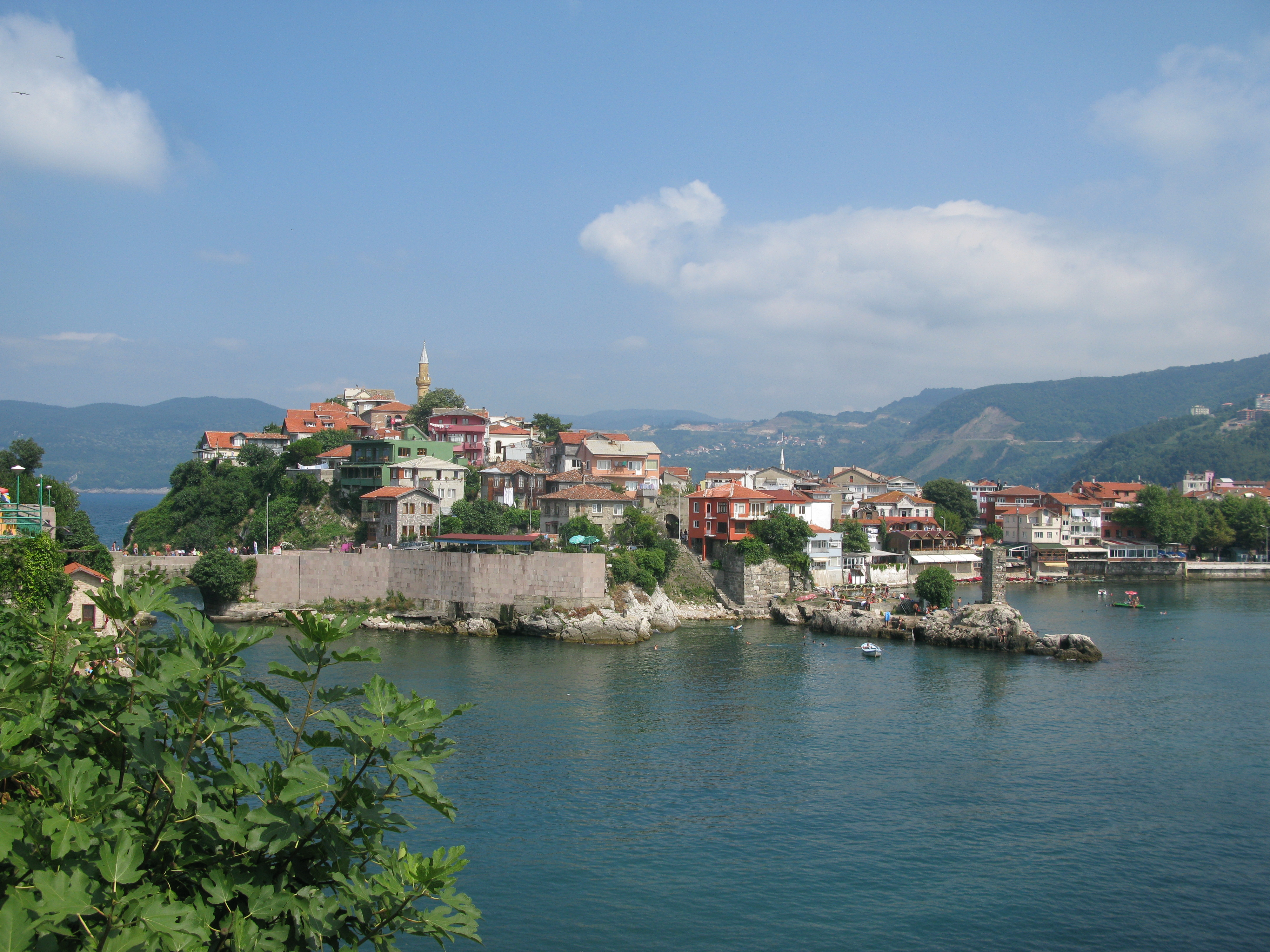
Blick auf die Burg

Amasra (auch Sesamos, griechisch Ἄμαστρις Amastris) ist eine türkische Hafenstadt an der Küste des Schwarzen Meeres in der antiken Landschaft Paphlagonien in der heutigen Provinz Bartın. Amasra ist gleichzeitig die Hauptstadt des gleichnamigen Landkreises im Nordwesten der Provinz. Der Tourismus ist die wichtigste Einnahmequelle für die Einwohner.
Der Landkreis wurde 1987 in der Provinz Zonguldak gegründet und wechselte 1991 mit drei weiteren Landkreisen von dort in die neu gegründete Provinz Bartın. Die einzige Gemeinde ist die Kreisstadt (Merkez), des Weiteren gibt es noch 30 Dörfer, von denen die Hälfte mehr Einwohner als der Durchschnitt (262) hat. Die Palette der Einwohnerzahlen reicht von 516 (Makaracı) herunter bis auf 61 (Topallar). Die Bevölkerungsdichte kommt mit 76,3 Einwohner je km² nahe an die der Provinz heran, die knappe Hälfte der Bevölkerung des Landkreises (43,2 %) lebt in der Kreisstadt.

## Geographie

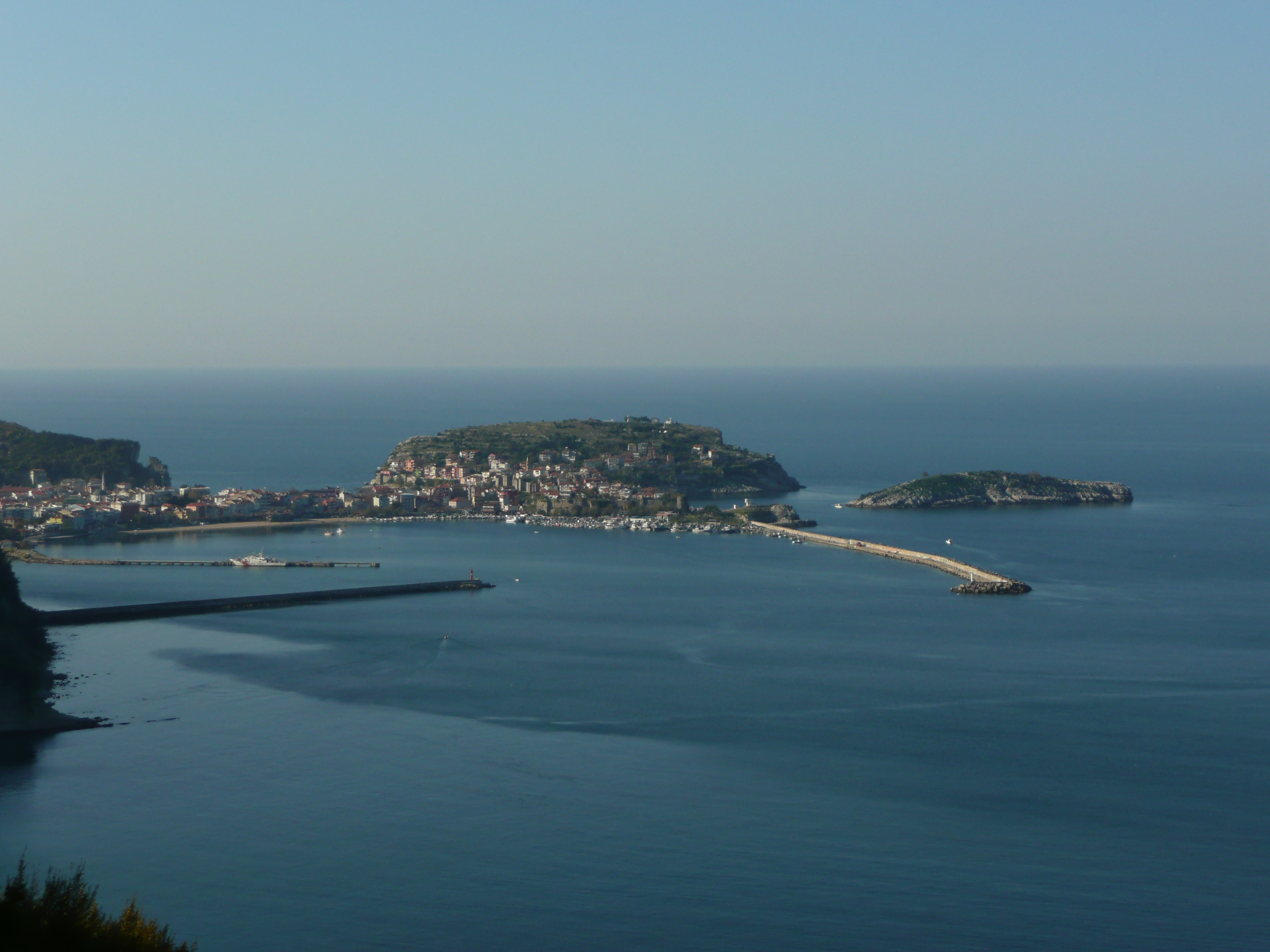
Blick auf Amasra: Rechts im Bild die Kanincheninsel. In der Mitte sind sowohl die oströmische Zitadelle sowie dahinter die Große Insel zu sehen.

Amasra liegt auf einer Halbinsel sowie auf der Insel Büyük Ada (dt. Große Insel), die durch eine ansehnliche, während der oströmischen Ära im 9. Jahrhundert erbaute einbogige Brücke mit der Halbinsel verbunden ist. Dem Ort vorgelagert liegt eine unbewohnte weitere Insel, die „Kanincheninsel“ (Tavşan adası). Auf der Halbinsel befinden sich die zerstörte oströmische Zitadelle und die Stadtmauer, die sich mit einem doppelten Tor vor der Brücke und einem beeindruckenden Verlauf auf den beiden bewohnten Ortsteilen entlangzieht, mit außen angebauten Vierecktürmen und teilweise mit inneren Stützpfeilern versehen; einige antike Kleindenkmäler sind in die Mauer eingefügt.

## Geschichte
Der Namen Amasra stammt von der persischen Adligen Amastris († 284 v. Chr.), einer Tochter des Oxyathres, des Bruders des Dareios III. Durch eine Vereinigung der vier Orte Sesamos (an der Stelle des heutigen Amasra), Kytoros, Kromna und Tios (Synoikismos) gründete die persische Fürstin 300 v. Chr. die nach ihr benannte Stadt Amastris an der Küste Paphlagoniens. Dort prägte sie Münzen mit der Inschrift Königin Amastris. Als die Söhne der Amastris alt genug waren, übernahmen sie unter der Oberherrschaft ihrer Mutter die Regierung, aber bald gab es zwischen ihnen Zwistigkeiten. Angeblich wurde Amastris 284 v. Chr. auf Anstiften ihrer Söhne ertränkt.
Einem lokalen Mythos zufolge ist die Stadt Amasra im Meer versunken und Mitte des 11. Jhs. n. Chr. wieder aufgetaucht. Im Jahre 1261 erlangten die Genuesen nach dem Abkommen von Nymphaion die Kontrolle über den Schwarzmeer-Handel. Die genuesische Herrschaft über die Stadt endete 1460, als das Osmanische Reich unter Führung von Sultan Mehmed II. die Stadt und das gesamte anatolische Ufer des Schwarzen Meeres eroberte, wonach Amasra wieder wohlhabend wurde. Heute gehört die Kleinstadt zur Provinz Bartın an der Schwarzmeerküste.

## Wirtschaft
| Beschäftigung          | Prozent |
| ---------------------- | ------- |
| Landwirtschaft         | 40      |
| Bergbau                | 40      |
| Fischerei              | 15      |
| Öffentliche Verwaltung | 05      |

In der Stadt Amasra liegt das Untertage-Bergwerk für Steinkohle TTK Amasra Muessese Mudurlug, das dem staatlichen Unternehmen Turkish Hard Coal Enterprises gehört. Am 14. Oktober 2022, abends kam es in der Mine in rund 300 m Tiefe zu einer Explosion, einem Brand und zu Einstürzen, von zu diesem Zeitpunkt 110 unter Tage in einem Schacht Arbeitenden starben 40 Bergleute, 1 Person ist noch vermisst.

## Klima
Klimatabelle (2007)
Die Stadt hat mildes, feuchtes Seeklima. Die durchschnittliche Jahrestemperatur liegt bei 19 °C. Der wärmste Monat ist der Juli mit durchschnittlich 34 °C, der kälteste der Januar mit 6 °C im Mittel. Der Winter ist durch wechselhaftes Wetter bestimmt: Es gibt frühlingshafte Sonnentage, häufig Regen und Kälteeinbrüche, oft auch Schneefälle. Die jährliche Niederschlagsmenge beträgt 425 mm.
| Monat     | Höchsttemperatur in °C | Tiefsttemperatur in °C | Regentage | Sonnenstunden |
| --------- | ---------------------- | ---------------------- | --------- | ------------- |
| Januar    | 9                      | 3                      | 17        | 3,6           |
| Februar   | 9                      | 0                      | 14        | 4,2           |
| März      | 12                     | 3                      | 13        | 4,5           |
| April     | 16                     | 9                      | 9         | 6,6           |
| Mai       | 23                     | 14                     | 5         | 8,9           |
| Juni      | 32                     | 22                     | 3         | 11,8          |
| Juli      | 39                     | 24                     | 2         | 12,1          |
| August    | 32                     | 20                     | 3         | 11,3          |
| September | 25                     | 15                     | 6         | 9,2           |
| Oktober   | 21                     | 12                     | 10        | 7,6           |
| November  | 15                     | 9                      | 13        | 5,8           |
| Dezember  | 11                     | 5                      | 17        | 3,3           |

## Kultur und Sehenswürdigkeiten

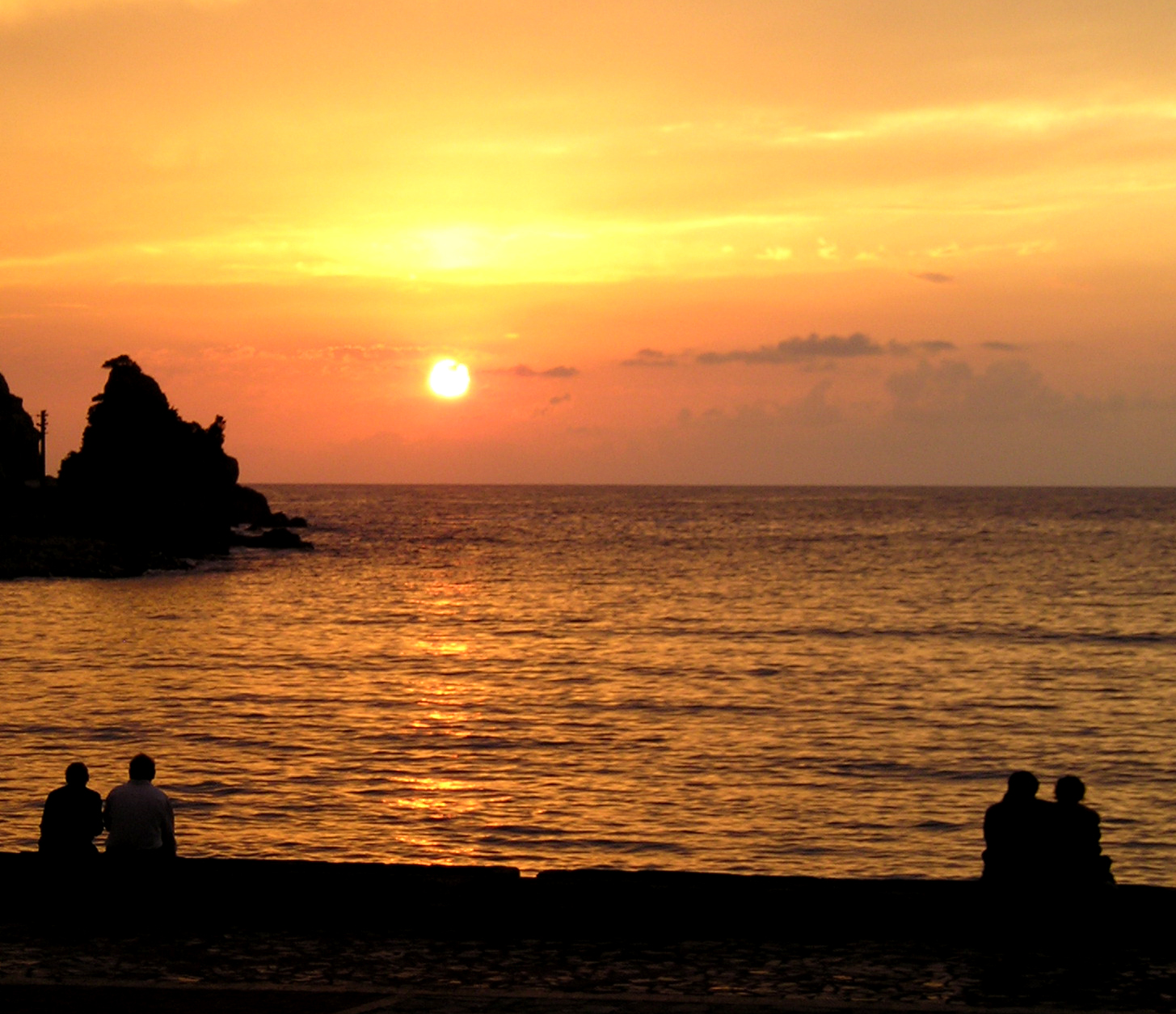
Sonnenuntergang in Amasra

Die sich bei der Zitadelle befindende Fatih-Moschee war ehemals eine christliche Kirche und wurde modern restauriert. Sehenswürdigkeiten sind außerdem der Hamam, das Theater und die hellenistische Stadtmauer.
Die zahlreichen Funde aus hellenistischer, römischer, byzantinischer und osmanischer Zeit sind im Archäologischen Museum ausgestellt.
Landschaftlich zwischen bis ans Meer reichenden Bergen und Buchten gelegen, eignen sich besonders die Sandstrände im Osten der Stadt zum Baden. Dort liegen die Çakraz-, Bozköy- und Akkonak-Strände. An der Küste gibt es zahlreiche Fischrestaurants.

## Museum
Im Jahre 1955 wurde das erste Museum eröffnet, das aus einem kleinen Saal im Gemeindegebäude bestand. Am 30. Januar 1982 konnte dieses Gebäude als größeres Museum für die Besucher neu eröffnet werden. Es umfasst ein Stockwerk, in dem sich vier Ausstellungssäle befinden. Die Objekte stammen zum großen Teil aus Amasra und Umgebung und gehören der hellenistischen, römischen, oströmischen, genuesischen und osmanischen Zeitperiode an.
- 1. Archäologischer Saal: Hier befinden sich in Gräbern gefundene Ton- und Glasgefäße, Tränenflaschen, Kunsthandwerksgegenstände aus Gold und Bronze sowie aus dem Meer geborgene Amphoren. Ausgestellt sind zudem bronzene Statuen, Kreuze, Waffen sowie Gold-, Silber- und Bronzemünzen.
- 2. Archäologischer Saal: Dieser ist Marmorwerken der hellenistischen, römischen und oströmischen Periode gewidmet. Statuen, Büsten, Grab- und sonstige Architekturteile können hier besichtigt werden.
- 1. Ethnographischer Saal: In diesem Raum sind kleine Ausstellungsstücke der späten osmanischen Periode zu sehen. Darunter befinden sich bronzene Küchengefäße, Waffen, Schreibgeräte, Kerzenhalter, Stempel, Keramiken und Ringe sowie Holzgefäße, welche die traditionelle Schnitzkunst Amasras belegen.
- 2. Ethnographischer Saal: Hier befinden sich Kleidungsstücke und Kunsthandwerksgegenstände aus Silber, ebenso Bett- und Polsterüberwürfe, Koran-Handschriften, Teppiche, Beutel sowie Wanduhren. Im Korridor des Museums hängt eine Mittelmeer-Karte aus dem Jahre 1852, die in der Druckerei des Sultansserails in Konstantinopel hergestellt wurde. Im Garten des Museums findet man steinerne Kleindenkmäler.

## Persönlichkeiten
- Barış Akarsu (1979–2007), Musiker und Schauspieler

## Medien
Filmproduktionen, die in Amasra realisiert wurden:
- Gönderilmemiş Mektuplar – Die Liebesbriefe
- Gülbeyaz (Weiße Rose)
- Fikrimin ince gülü (Die zarte Rose meiner Idee)
- Mordkommission Istanbul. Folge Ein Dorf unter Verdacht (ARD, Sendetermin 12. Januar 2017)

## Städtepartnerschaften
- Fontaniva in der Provinz Padua (seit 2005)